# Gion Kōbu
Gion Kōbu – jedna z pięciu dzielnic gejsz w Kioto, jest też najbardziej znana.
W tej dzielnicy debiutowała Mineko Iwasaki, jedna z najsłynniejszych japońskich gejsz, autorka książki Gejsza z Gion. Gejsze z tej społeczności występują z festiwalem tańca Miyako odori. 

Znajduje się tu najsłynniejsza herbaciarnia w Japonii – Ichiriki.

## Okiya (domy gejsz)

### Arai Okiya (zamknięty)
- geiko: Mameji
- maiko:  Mameroku, Mamechika
- zrezygnowały: Mameshige, Mamesada, Mamesato, Mameaki, Mamesaku, Mamefusa, Mametomi, Mameiku

### Dainui
- geiko: -
- maiko: Mamekiyo

### Mi no yae Okiya
- geiko: Masaki, Maya, Kimimana, Koemi, Emika
- maiko: Maho
- zrezygnowały: Mayuno, Marino, Mayuko, Marie, Mahiro, Mao, Makino

### Fukushima Okiya
- geiko: Fumino, Shino
- maiko: Hisano
- zrezygnowały: Kotono, Ayano, Yumeno, Kiyono

### Hiroshimaya Okiya
- geiko: Komari, Koai, Kosen
- maiko: Kokinu, Kozakura
- zrezygnowały: Koiku, Koyuki, Kosuzu, Koeri, Koyou

### Kaida Okiya (zamknięty)
- geiko: -
- maiko: -
- zrezygnowały : Takacho, Takachisa, Takahiro, Takamari, Takasuzu, Takahina

### Kineya Okiya (zamknięty)
- geiko: Mamezuru, Sonomi, Mameka, Mamechizu, Sonoe, Kimizuru
- maiko:  -
- zrezygnowały: Mayuko, Momozuru, Hinazuru, Takamaru

### Masuume Okiya
- geiko: Kogiku, Kokimi, Koemi, Kofumi, Koman, Kohana
- maiko:  -
- zrezygnowały: Kohina, Koen, Kocho, Koyumi, Konomi, Koaki

### Nakagishi Okiya (zamknięty)
- geiko: Ichiyuri, Koyoshi
- maiko: Ichitomi, Ichiharu
- zrezygnowały: Ichisuzu, Ichikazu, Ichimiyo, Ichisue, Ichiyumi, Ichiwaka

### Ninben Okiya
- geiko: Yukiryo, Mamehiro, Mameryo, Mamesome
- maiko: -
- zrezygnowały: Mamesaho, Mamechiho, Mamehana, Katsuno, Mamesumi

### Nishimura Okiya
- geiko: Kumiko, Suzuko, Mihoko, Makiko
- maiko: Hanako
- zrezygnowały: Mineko, Emiko, Mikiko, Natsuko, Kanako, Nakako, Yukiko, Yuiko, Keiko, Chiyoko, Mikako, Shōko, Sakiko, Chisako, Ayako, Yukako, Sayoko

### Odamoto Okiya
- geiko: Fumikazu, Katsugiku, Katsutomo, Katsuhina, Katsue, Katsuhana, Katsuemi, Katsuharu
- maiko: Katsuhide, Katsuwaka
- zrezygnowały: Katsuko, Katsuna, Katsuriki, Katsuji, Marikazu, Yukikazu, Katsufumi, Ayakazu, Katsuya, Katsuyuki, Katsumi, Katsuyakko, Momokazu, Katsunosuke, Katsusen

### Shibata Okiya (zamknięty)
- geiko: Yoshimame, Tomigiku, Mamecho, Mamemaru
- maiko: Mamekoma
- zrezygnowały: Mamehide, Mamechika, Mameyuri, Mamefuku, Mameyoshi,

### Tama Okiya
- geiko: Masuho, Mamesuzu, Mayuha, Fukuha,Yukizono, Eriha, Mameryu, Nanoha, Tatsuha, Yuriha, Yuzuha, Haruchizu, Mameju
- maiko: Asuha
- zrezygnowały: Mamehisa, Kazuha, Suzuha, Kotoha, Mameteru, Wakana, Yasuha, Mametoyo, Mameharu, Mamechika, Manaha, Mamesono, Mamefuji, Mamekiku, Tsuruha, Mamekinu, Yukiha

### Tsurui Okiya
- geiko: Sayumi
- maiko: Erika, Honoka
- zrezygnowały: Satoka, Terue, Teruhina, Teruyuki, Kimichiyo, Fukumomo, Kimika, Kyoka, Sachiho, Sayaka, Satsuki, Marika, Mitsuki